# Internationale Föderation der katholischen Blindenvereinigungen
Die Internationale Föderation der katholischen Blindenvereinigungen (französisch: Fédération Internationale des Associations Catholiques d’Aveugles, Abkürzung: FIDACA) ist eine internationale katholische Organisation. Sie wurde 1981 in der Schweiz gegründet und 1988 vom Heiligen Stuhl als solche anerkannt. Sitz ist Landschlacht TG. Zur Föderation zählen 17 assoziierte Mitglieder aus 15 Ländern.

## Geschichte
Die Gründung erfolgte 1981 und entstammte einer Initiative aus den 80er Jahren. In Landschlacht (Schweiz) schlossen sich die Katholischen Blindenvereinigungen Belgiens, Frankreichs, Deutschlands, Österreichs, Italiens und der Schweiz zur Internationalen Föderation zusammen. Die Gründungsveranstaltung wurde im Internationalen Blindenzentrum Landschlacht abgehalten und wurde zum Hauptsitz der Föderation auserkoren. Im Oktober 1988 erhielt die Föderation durch den Päpstlichen Rat für die Laien als Vereinigung von Gläubigen die Anerkennung als internationale katholischen Laienorganisation und wurde in das offizielle Register aufgenommen.

## Selbstverständnis
Zu den Zielen der Föderation gehören: Die Förderung blinder Menschen in geistlicher, ethischer, kultureller, sozialer und materieller Hinsicht. Die aktive Teilnahme am Leben und der Sendung der Kirche durch Apostolat und christliches Lebenszeugnis. Die Gründung und Weiterentwicklung katholischer Blindenvereinigungen in Zusammenarbeit mit lokalen kirchlichen Dienststellen und nationalen Bischofskonferenzen. Und die geschwisterliche Zusammenarbeit mit blinden Menschen und deren Vereinigungen in Ländern, mit denen Entwicklungszusammenarbeit besteht. Zur Erlangung dieser Zielvorgaben werden Wallfahrten, Seminare, diverse Publikationen und andere geeignete Formen der Gemeinschaftspflege organisiert und durchgeführt.
Aus der Satzung geht hervor, dass die Vereinigung „die feste Überzeugung vertritt, dass auch und gerade sehbehinderte und blinde Menschen die Aufgabe haben, zusammen mit anderen durch internationale Solidaritätsaktionen und lokalen Einsatz die eine Welt, die uns gegeben ist, zum Besseren zu gestalten und darin ermutigt werden sollen.“

## Organisation und Ausbreitung
Das höchste Organ ist die Vollversammlung, diese muss alle vier Jahre stattfinden. Der Verwaltungsrat besteht aus den Delegierten der Mitgliedsverbände und tagt alle zwei Jahre. Der fünfköpfige Vorstand wird vom Verwaltungsrat ernannt, er führt als Exekutivkomitee die laufenden Geschäfte. Er wird von einem Präsidenten geleitet, ihm zur Seite stehen drei Vizepräsidenten, ein Generalsekretär, der Schatzmeister und der Kirchliche Assistent, der gleichzeitig Blindenseelsorger ist. Während der Hauptsitz in Landschlacht beheimatet ist, befindet sich das Sekretariat in Paris. FIDACA-Mitglied kann jede Vereinigung von Blinden oder für Blinde werden, die die satzungsgemäßen Ziele aktiv unterstützt und von ihrer jeweils zuständigen Bischofskonferenz anerkannt ist. Der FIDACA gehören 17 Blindenorganisationen aus 15 Ländern an, davon kommen 9 Länder aus Europa, 4 Länder aus Afrika und 2 Länder aus Südamerika. Aus Deutschland ist das „Deutsche katholische Blindenwerk e.V.“ Mitglied.